# Bolitophila dubia
Bolitophila dubia är en tvåvingeart som beskrevs av Siebke 1863. Bolitophila dubia ingår i släktet Bolitophila och familjen smalbensmyggor. Arten är reproducerande i Sverige. Inga underarter finns listade i Catalogue of Life.